# Copa Africana de Naciones Sub-17 2017
La Copa Africana de Naciones Sub-17 de 2017 fue la 12.ª edición. El país anfitrión inicialmente iba a ser Madagascar del 2 al 16 de abril. Sin embargo el Comité Ejecutivo de la CAF decidió el 12 de enero de 2017 descalificar de la organización a Madagascar debido a los reportes de los equipos de inspección de CAF. El 3 de febrero de 2017, Gabón fue escogida como el nuevo anfitrión, el torneo se realizó entre el 14 y el 28 de mayo de 2017. Los semifinalistas participarán en la Copa Mundial de Fútbol Sub-17 de 2017 que se realizará en India, para la cual cuatro cupos están disponibles.

## Equipos participantes
Gabón tomó el lugar de Madagascar por ser el nuevo anfitrión del torneo, en tanto que Congo fue descalificada debido a que un jugador congoleño no pudo presentarse a una prueba de imágenes de resonancia magnética, por ende fue reemplazada por Tanzania. 
| Equipos participantes | Equipos participantes | Equipos participantes | Equipos participantes | Equipos participantes |
| --------------------- | --------------------- | --------------------- | --------------------- | --------------------- |
| Gabón                 | Guinea                | Angola                | Malí                  |                       |
| Camerún               | Níger                 | Tanzania              | Ghana                 |                       |

## Sedes
| Libreville        | Libreville Port-Gentil | Port-Gentil          |
| Stade d'Angondjé  | Libreville Port-Gentil | Stade de Port-Gentil |
| Capacidad: 40.000 | Libreville Port-Gentil | Capacidad: 20.000    |
|                   | Libreville Port-Gentil |                      |

## Sorteo
El sorteo para la fase de grupos del torneo tuvo lugar el 24 de octubre de 2016, a las 11:00 hora local (UTC+2) en la sede de la CAF en El Cairo.
Los equipos fueron ubicados en cada bombo de acuerdo al rendimiento en la pasada edición (fase final del torneo y clasificatorias).
| Bombo 1                                                                       | Bombo 2          | Bombo 3            | Bombo 4                                                   |
| ----------------------------------------------------------------------------- | ---------------- | ------------------ | --------------------------------------------------------- |
| - Gabón (anfitrión, asignado como A1) - Malí (Campeón 2015, asignado como B1) | - Guinea - Níger | - Camerún - Angola | - Ghana - Tanzania (reemplazó a Congo después del sorteo) |

## Árbitros Oficiales
Un total de 14 referees y 15 árbitros asistentes fueron seleccionados para el torneo.
Árbitros
| - Mohamed Maarouf Eid - Souleiman Ahmed Djamal - Ferdinand Udoh Aniete - Mustapha Ghorbal - Mihindou Mbina Gauthier | - Abou Coulibaly - Hamada Nampiandraza - Pacifique Ndabihawenimana - Davies Ogenche Omweno - Daniel Nii Ayi Laryea | - Hassan Mohamed Hagi - Maguette Ndiaye - Jean-Jacques Ndala Ngambo - Haithem Kossai |

Árbitros asistentes
| - Mahmoud Abouelregal - Aymen Ismail - Seydou Tiama - Moussounda Montel - Souru Phatsoane | - Gilbert Lista - Gbèmassiandan Kouton - Arsénio Marengula - Lahcen Azgaou - Abdoul Aziz Moctar Saley | - Mamady Tere - Frank John Komba - Temesgin Samuel Atango - Soulaimane Amaldine - Attia Amsaad |

## Resultados
Los dos primeros de cada grupo pasan a la siguiente ronda. Los horarios corresponden a la hora local de Gabón (UTC+1).

### Grupo A
| Equipo  | Pts | PJ | PG | PE | PP | GF | GC | Dif |
| ------- | --- | -- | -- | -- | -- | -- | -- | --- |
| Ghana   | 7   | 3  | 2  | 1  | 0  | 9  | 0  | 9   |
| Guinea  | 5   | 3  | 1  | 2  | 0  | 6  | 2  | 4   |
| Camerún | 4   | 3  | 1  | 1  | 1  | 2  | 5  | -3  |
| Gabón   | 0   | 3  | 0  | 0  | 3  | 1  | 11 | -10 |

|  | Clasificado para la Copa Mundial de Fútbol Sub-17 de 2017 y las semifinales. |

| 14 de mayo de 2017, 15:30 | Gabón       | 1:5 (0:4) | Guinea                                       | Stade de Port-Gentil, Port-Gentil |                                   |
|                           | Moubeti 70' | Reporte   | Toure 7' 38' 69' · Bah 30' · A. Camara 45+1' | Árbitro(s): Davies Ogenche Omweno | Árbitro(s): Davies Ogenche Omweno |

| 14 de mayo de 2017, 18:30 | Camerún | 0:4 (0:3) | Ghana                          | Stade de Port-Gentil, Port-Gentil |                                 |
|                           |         | Reporte   | Ayiah 25' 34' 64' · Sulley 32' | Árbitro(s): Mohamed Maarouf Eid   | Árbitro(s): Mohamed Maarouf Eid |

| 17 de mayo de 2017, 15:30 | Guinea    | 1:1 (1:0) | Camerún  | Stade de Port-Gentil, Port-Gentil |                             |
|                           | Touré 22' | Reporte   | Zobo 68' | Árbitro(s): Maguette Ndiaye       | Árbitro(s): Maguette Ndiaye |

| 17 de mayo de 2017, 18:30 | Ghana                                    | 5:0 (2:0) | Gabón | Stade de Port-Gentil, Port-Gentil     |                                       |
|                           | Ayiah 30' 57' · Toku 34' 67' · Arhin 76' | Reporte   |       | Árbitro(s): Pacifique Ndabihawenimana | Árbitro(s): Pacifique Ndabihawenimana |

| 20 de mayo de 2017, 18:30 | Gabón    | 0:1 (0:1) | Camerún | Stade de Port-Gentil, Port-Gentil |                              |
|                           | Zobo 20' | Reporte   |         | Árbitro(s): Mustapha Ghorbal      | Árbitro(s): Mustapha Ghorbal |

| 20 de mayo de 2017, 18:30 | Guinea | 0:0     | Ghana | Stade d'Angondjé, Libreville    |                                 |
|                           |        | Reporte |       | Árbitro(s): Hamada Nampiandraza | Árbitro(s): Hamada Nampiandraza |

### Grupo B
| Equipo   | Pts | PJ | PG | PE | PP | GF | GC | Dif |
| -------- | --- | -- | -- | -- | -- | -- | -- | --- |
| Malí     | 7   | 3  | 2  | 1  | 0  | 8  | 2  | 6   |
| Níger    | 4   | 3  | 1  | 1  | 1  | 4  | 4  | 0   |
| Tanzania | 4   | 3  | 1  | 1  | 1  | 2  | 2  | 0   |
| Angola   | 1   | 3  | 0  | 1  | 2  | 4  | 10 | -6  |

|  | Clasificado para la Copa Mundial de Fútbol Sub-17 de 2017 y las semifinales. |

| 15 de mayo de 2017, 15:30 | Malí | 0:0     | Tanzania | Stade d'Angondjé, Libreville      |                                   |
|                           |      | Reporte |          | Árbitro(s): Ferdinand Udoh Aniete | Árbitro(s): Ferdinand Udoh Aniete |

| 15 de mayo de 2017, 18:30 | Angola                       | 2:2 (0:2) | Níger                | Stade d'Angondjé, Libreville        |                                     |
|                           | Melo 68' · Gelson 84' (pen.) | Reporte   | Sanda 29' (pen.) 42' | Árbitro(s): Mihindou Mbina Gauthier | Árbitro(s): Mihindou Mbina Gauthier |

| 18 de mayo de 2017, 15:30 | Tanzania                 | 2:1 (1:1) | Angola    | Stade d'Angondjé, Libreville |                            |
|                           | Naftal 6' · Suleiman 70' | Reporte   | Tombé 18' | Árbitro(s): Abou Coulibaly   | Árbitro(s): Abou Coulibaly |

| 18 de mayo de 2017 18:30 | Níger       | 1:2 (1:2) | Malí                     | Stade d'Angondjé, Libreville          |                                       |
|                          | Habibou 35' | Reporte   | Dramé 6' · M. Camara 44' | Árbitro(s): Jean-Jacques Ndala Ngambo | Árbitro(s): Jean-Jacques Ndala Ngambo |

| 21 de mayo de 2017, 18:30 | Tanzania | 0:1 (0:1) | Níger     | Stade de Port-Gentil, Port-Gentil |                                 |
|                           |          | Reporte   | Marou 42' | Árbitro(s): Hassan Mohamed Hagi   | Árbitro(s): Hassan Mohamed Hagi |

| 21 de mayo de 2017, 18:30 | Malí                                                      | 6:1 (3:0) | Angola   | Stade d'Angondjé, Libreville      |                                   |
|                           | S. Camara 2' · Dramé 14' 72' · N'Diaye 39' 70' · Kané 81' | Reporte   | Melo 83' | Árbitro(s): Daniel Nii Ayi Laryea | Árbitro(s): Daniel Nii Ayi Laryea |

## Segunda fase

### Cuadro final
|  | Semifinales              | Semifinales             |   |                         | Final                   | Final |  |
|  |                          |                         |   |                         |                         |       |  |
|  |                          |                         |   |                         |                         |       |  |
|  | 24 de mayo - Port-Gentil |                         |   |                         |                         |       |  |
|  | Ghana (p.)               | 0 (6)                   |   |                         |                         |       |  |
|  | Níger                    | 0 (5)                   |   |                         |                         |       |  |
|  |                          |                         |   |                         |                         |       |  |
|  |                          |                         |   |                         | 28 de mayo - Libreville |       |  |
|  |                          |                         |   |                         | Ghana                   | 0     |  |
|  |                          | Malí                    | 1 |                         |                         |       |  |
|  |                          |                         |   |                         |                         |       |  |
|  |                          |                         |   |                         |                         |       |  |
|  |                          |                         |   |                         | Tercer lugar            |       |  |
|  | 24 de mayo - Libreville  | 24 de mayo - Libreville |   | 28 de mayo - Libreville | 28 de mayo - Libreville |       |  |
|  | Malí (p.)                | 0 (2)                   |   | Níger                   | 1                       |       |  |
|  | Guinea                   | 0 (0)                   |   |                         | Guinea                  | 3     |  |

### Semifinales
| 24 de mayo de 2017, 15:30 | Ghana                                                    | 0:0 (6:5 p.)               | Níger                                                         | Stade de Port-Gentil, Port-Gentil |                              |
|                           |                                                          | Reporte                    |                                                               | Árbitro(s): Mustapha Ghorbal      | Árbitro(s): Mustapha Ghorbal |
|                           |                                                          | Tiros desde el punto penal |                                                               |                                   |                              |
|                           | Owusu · Acquah · Iddriss · Ayiah · Osman · Sulley · Toku |                            | Habibou · Ajina · Massamba · Magagi · Namata · Souley · Mossi |                                   |                              |

| 24 de mayo de 2017, 18:30 | Malí                       | 0:0 (2:0 p.)               | Guinea                                | Stade d'Angondjé, Libreville      |                                   |
|                           |                            | Reporte                    |                                       | Árbitro(s): Davies Ogenche Omweno | Árbitro(s): Davies Ogenche Omweno |
|                           |                            | Tiros desde el punto penal |                                       |                                   |                                   |
|                           | Dramé · M. Camara · Konaté |                            | I. Soumah · Conté · F. Soumah · Touré |                                   |                                   |

### Tercer Puesto
| 28 de mayo de 2017, 17:30 | Níger     | 1:3 (0:0) | Guinea                  | Stade d'Angondjé, Libreville        |                                     |
|                           | Marou 66' | Reporte   | Touré 55' 75' · Bah 73' | Árbitro(s): Mihindou Mbina Gauthier | Árbitro(s): Mihindou Mbina Gauthier |

### Final
| 28 de mayo de 2017, 20:30 | Ghana | 0:1 (0:1) | Malí       | Stade d'Angondjé, Libreville    |                                 |
|                           |       | Reporte   | Samaké 22' | Árbitro(s): Hamada Nampiandraza | Árbitro(s): Hamada Nampiandraza |

| Bandera de Mali |
| Campeón Malí    |
| 2.º título      |

## Clasificados a la Copa Mundial de Fútbol Sub-17 India 2017
| Bandera de Ghana      | Bandera de Guinea     | Bandera de Mali       | Bandera de Niger      |
| Ghana                 | Guinea                | Malí                  | Níger                 |
| Clasificado: 17/05/17 | Clasificado: 20/05/17 | Clasificado: 21/05/17 | Clasificado: 21/05/17 |

## Goleadores
| Jugador            | Equipo  | Goles |
| ------------------ | ------- | ----- |
| Djibril Touré      | Guinea  | 6     |
| Eric Ayiah         | Ghana   | 4     |
| Hadji Dramé        | Malí    | 3     |
| Melo               | Angola  | 2     |
| Stéphane Zobo      | Camerún | 2     |
| Ibrahim Sulley     | Ghana   | 2     |
| Emmanuel Toku      | Ghana   | 2     |
| Elhadj Bah         | Guinea  | 2     |
| Lassana N'Diaye    | Malí    | 2     |
| Ibrahim Marou      | Níger   | 2     |
| Abdoul Karim Sanda | Níger   | 2     |